# Sirojiddin Hasanov
Sirojiddin Sodiq oʻgʻli Hasanov (ur. 2 września 1995) – uzbecki zapaśnik walczący w stylu wolnym. Zajął dwunaste miejsce na mistrzostwach świata w 2018. Brązowy medalista igrzysk azjatyckich w 2018. Wicemistrz Azji w 2021. Wicemistrz Azji juniorów w 2014 roku.